# Contre-culture des années 1960

Le symbole de la paix, d'abord utilisé en Grande-Bretagne lors d'une campagne pour le désarmement nucléaire, devient l'un des symboles de la contre-culture.

La contre-culture des années 1960 est un terme décrivant le mouvement culturel qui s'est principalement développé dans le monde occidental entre le milieu des années 1960 et le milieu des années 1970. 

## Genèse du mouvement
Le mouvement est arrivé progressivement à partir de l’année 1955. Plusieurs journaux et ouvrages comme The Power Elite ou bien Growing up Absurb critiquent la société américaine et son fonctionnement.
Il nait aux États-Unis au sein d'une partie de la jeunesse « baby boomer » et a pris de l'ampleur durant l'intervention militaire américaine au Viêt Nam, puis il s'est ensuite répandu dans la plupart des pays occidentaux. La plupart des universitaires étudiant cet évènement pensent que le pic du mouvement contre-culturel a eu lieu entre les années 1965 et 1972.
Au début des années 1960, une rupture au niveau des valeurs et l’apparition de nouveaux modes d’éducation et de socialisation se font jour et viennent contredire l’ordre social dominant de la hiérarchie et de l’organisation dans le monde du travail. La nouvelle génération universitaire est en désaccord avec la bureaucratie. Ces jeunes prônent l’autonomie, la consommation et la liberté. Ils cherchent à se faire entendre et à exprimer leur malaise. Des tensions générationnelles prennent corps au sein de la société américaine, notamment vis-à-vis de la guerre du Viêt Nam, des relations raciales, des mœurs sexuelles, des droits des femmes, de l'autorité, des drogues, ou encore des interprétations du rêve américain. Les jeunes créent des organisations qui leur permettent de s'exprimer. L'une d’elles est l'association Students Nonviolent Coordinating Committee (SNCC) fondée en 1960, qui rassemble principalement des étudiants noirs qui se battent pour leurs droits civiques. La lutte des droits pour les noirs précède le mouvement de la contre-culture. De nouvelles formes de culture émergent, notamment la pop des Beatles et la montée de la culture hippie. Outre les Beatles, beaucoup de chanteurs et de groupes musicaux anglais et américains influencent le mouvement contre-culture.
À Trafalgar Square, en 1958, lors d'un acte de désobéissance civile, entre 60 000 et 100 000 manifestants composés d'étudiants et de pacifistes convergent dans l'une des premières manifestations anti-nucléaires (contre la bombe atomique), d'où émergent l'un des premiers groupes contre-culturels. C'est ce groupe qui a désigné le symbole de la paix, aujourd'hui encore reconnu comme un symbole de liberté et de culture hippie.
Cette contre-culture peut être classée dans deux autres chronologies :
- élection de John Fitzgerald Kennedy en 1960 à l'élection de Ronald Reagan en 1980 et arrivée du néo-conservatisme.
- Assassinat de John F. Kennedy le 22 novembre 1963 et assassinat de John Lennon le 8 décembre 1980, qui marquera la fin définitive de cette époque insouciante: le film Rock 'n' Roll High School d'août 1979 en est une illustration.

En France et au Canada français, la contre-culture s'est traduite par le mouvement de mai 68 et la Révolution tranquille.